# Konrad-Adenauer-Brücke (Bonn)

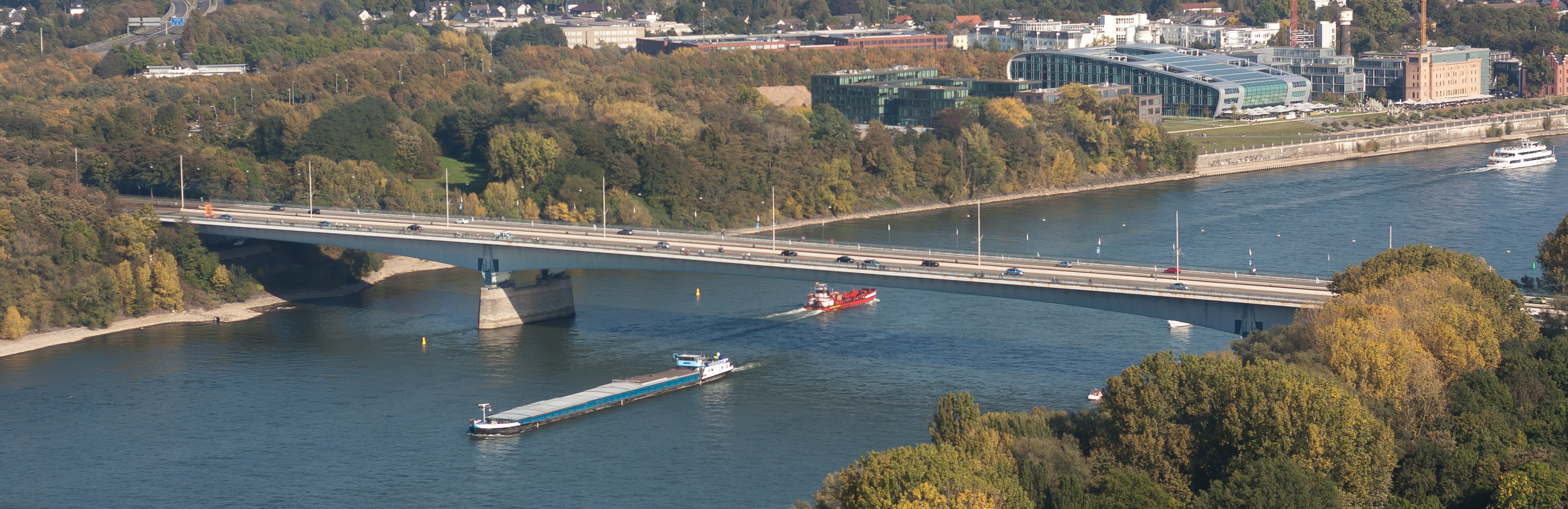
Blick vom Post Tower auf die Konrad-Adenauer-Brücke

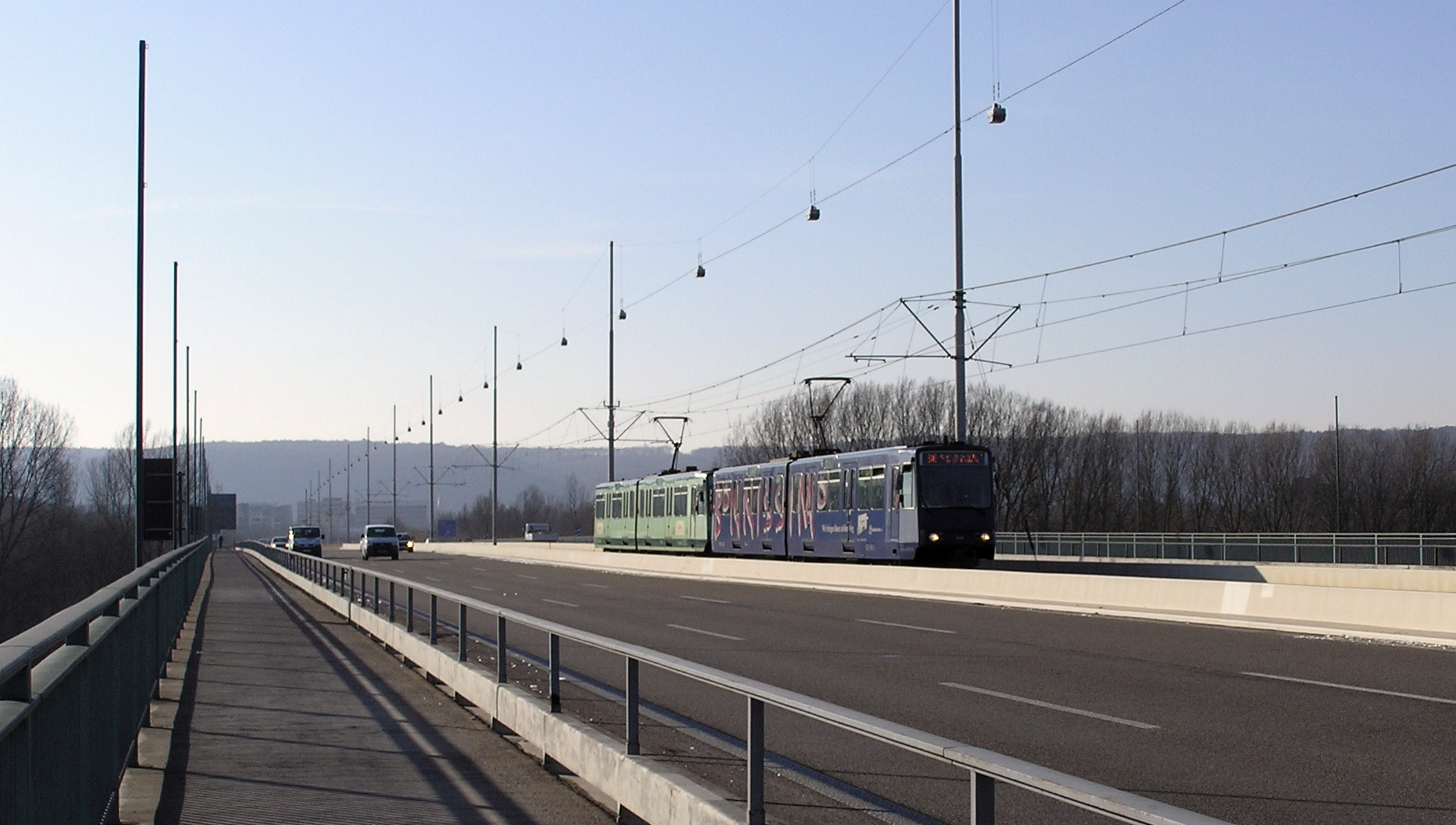
Neben der A562 verkehrt die Stadtbahn über die Brücke

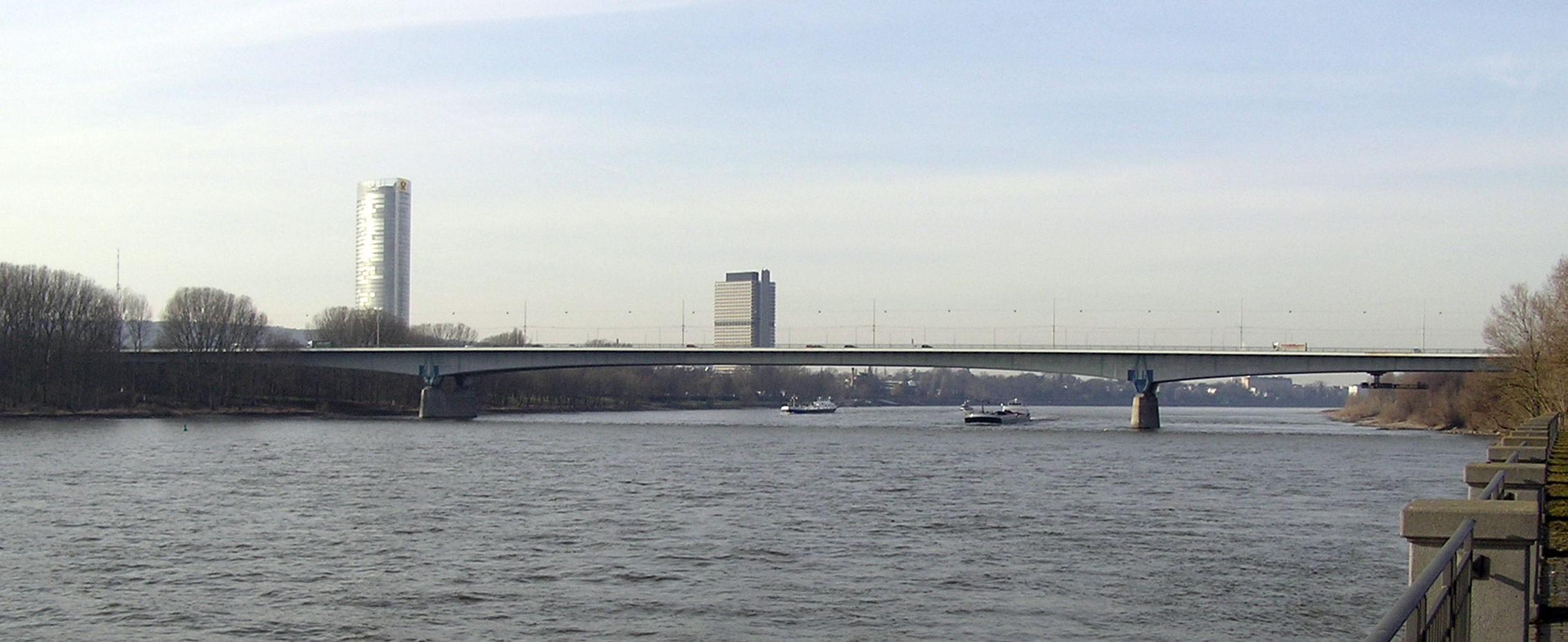
Konrad-Adenauer-Brücke von Süden aus gesehen.

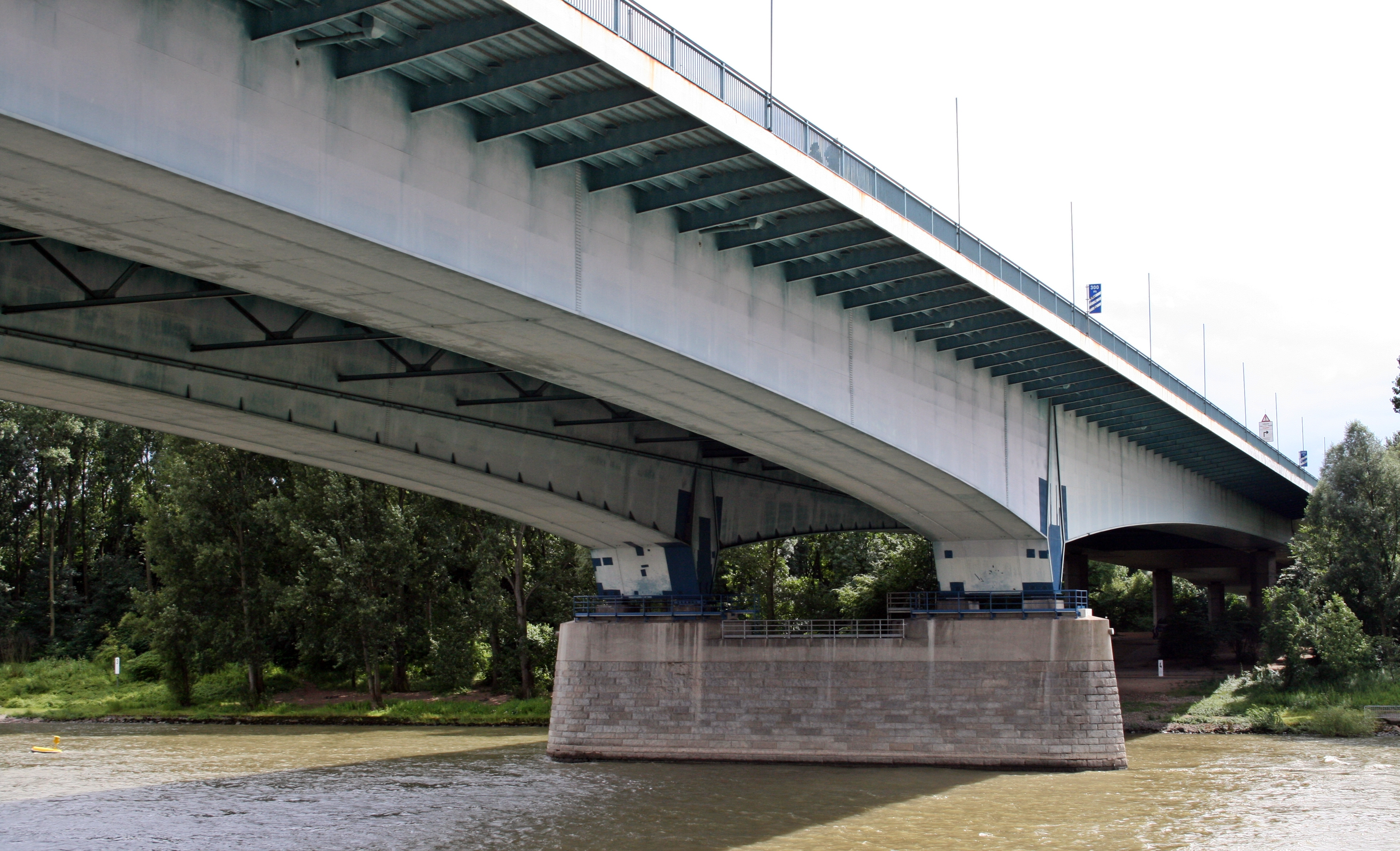
Untersicht auf die Bonner Seite

Die Konrad-Adenauer-Brücke, lokal als Südbrücke bezeichnet, ist die südliche der drei Bonner Rheinbrücken und verbindet auf beiden Seiten des Bundesviertels den Süden der Stadt mit Ramersdorf und dem südlichen Beuel auf der rechten Rheinseite. Sie überspannt den Rhein und das Vorland mit acht Feldern und hat eine Gesamtlänge von 770 m. Über den 39,20 m breiten Überbau verlaufen die Autobahn A 562, die Stadtbahnlinien 66 und 68 sowie beidseitig ein Fuß- und Radweg.

## Lage
Die Konrad-Adenauer-Brücke liegt bei Rheinkilometer 651,3. Sie überquert auf der linken Rheinseite den Freizeitpark Rheinaue und den darin liegenden Auensee und führt hinüber in den rechtsrheinischen Teil des Freizeitparks. Sie verbindet beide Teile des Bundesviertels als ehemaligem Parlament- und Regierungsviertel und ist dessen Haupterschließungsachse für den überregionalen Verkehr. An den Enden der Hauptbrücke liegen die Autobahnausfahrten Bonn-Rheinaue (linksrheinisch) und Bonn-Ramersdorf (ehemals Bonn-Beuel-Süd) (rechtsrheinisch).
Etwa an dieser Stelle des Ortsteils Ramersdorf befand sich zwischen 1868 und 1919 eine Eisenbahnfähre (Trajekt Bonn–Oberkassel).

## Geschichte
Die Brücke wurde von 1967 bis 1972 gebaut und am 11. Dezember 1972 vom damaligen Bundesverkehrsminister Lauritz Lauritzen dem Verkehr übergeben. Die Tragwerksplanung erfolgte durch Hans Grassl, die architektonische Gestaltung durch Gerd Lohmer. Die Strombrücke ist eine Balkenbrücke mit einem gevoutetem, zweizelligen Hohlkasten aus Stahl als Überbau, der über den Strompfeilern eine Konstruktionshöhe von 9,25 m hat und in Feldmitte von 4,50 m. Die Feldweite der Hauptöffnung beträgt 230 m, bei den beiden Seitenfeldern ist sie jeweils 125 m.
Die linksrheinische fünffeldrige Vorlandbrücke besteht aus Spannbeton. Sie hat Stützweiten von 50 m und 4 × 60 m.
1994 wurden bei einer Brückenprüfung erhebliche Schäden an den Topfgleitlagern festgestellt. Um die nötigen Instandsetzungsarbeiten durchführen zu können, musste zuerst der Überbau verstärkt werden. Es mussten insgesamt 70 Tonnen Stahl eingebaut werden, bevor die Lager ausgewechselt werden konnten. Die Instandsetzungen dauerten von Oktober 2003 bis Januar 2005. Im Frühjahr 2014 wurden die Fahrbahnübergänge erneuert.
Zunächst war geplant, die „Südbrücke“ in Analogie zur Friedrich-Ebert-Brücke („Nordbrücke“), die nach dem ersten Reichspräsidenten der Weimarer Republik benannt worden war, nach Theodor Heuss, dem ersten Bundespräsidenten der Bundesrepublik Deutschland, zu benennen. Da Altbundeskanzler Konrad Adenauer jedoch zu Beginn der Bauarbeiten der Brücke im April 1967 gestorben war und als verdienter Politiker der Bundeshauptstadt Bonn nur wenige Kilometer rheinaufwärts in Bad Honnef-Rhöndorf gelebt hatte, erhielt die neue „Südbrücke“ seinen Namen.